# 繸瓣繁缕
繸瓣繁缕（学名：Stellaria radians）是石竹科繁缕属的植物。分布于朝鲜、俄罗斯、日本、蒙古以及中国大陆的河北、辽宁、吉林、内蒙古、黑龙江等地，生长于海拔340米至500米的地区，见于丘陵灌丛及林缘草地，目前尚未由人工引种栽培。

## 别名
垂梗繁缕（东北草本植物志）